# Grafschaft Beauvais
Die karolingische Grafschaft Beauvais mit dem Hauptort Beauvais bestand im Wesentlichen nur im 9. und 10. Jahrhundert und umfasste weitestgehend die Arrondissements von Beauvais und Clermont im heutigen Département Oise.
Umgeben wurde das Gebiet im Norden von den Grafschaften Amiens und Vermandois, im Osten von dem Gebiet des Bischofs von Noyon und der Grafschaft Soissons, im Süden von der Krondomäne (Senlis und Compiègne) und dem Vexin. Die gräflichen Rechte waren verhältnismäßig gering und beschränkten sich auf die Burgen der Grafschaft, während über die Stadt Beauvais und ihr Umland der Bischof von Beauvais direkt gebot.
Bekanntester Graf von Beauvais war Bernhard (* wohl 880, † nach 10. November 949), der im Jahr 936 die Grafschaft erhielt. Er wird als Karolinger angesehen und der Familie der Grafen von Vermandois zugerechnet, ohne dass die genaue Verwandtschaft bekannt ist.
Zu Beginn des 11. Jahrhunderts war die Grafschaft in Besitz des Grafen Odo II. von Blois, zeitgleich aber wird mit ihm ein Hugo von Beauvais genannt. Es ist unklar ob Odo und Hugo gleichzeitig gräfliche Rechte im Beauvaisis ausübten oder ob Odo letzterem in diesem Amt nachfolgte. Fest steht aber, dass Hugo ein enger Parteigänger des Hauses Blois am Hof König Roberts II. war, wo er das Hofamt eines Seneschalls oder Pfalzgrafen ausübte und dort die Feindschaft Königin Konstanzes auf sich zog, welche dem Haus Anjou nahestand. Hugo wurde 1008 während einer Jagdgesellschaft vor den Augen des Königs von Graf Fulko Nerra von Anjou ermordet.
Odo II. von Blois trat 1015 seine Rechte an den Bischof, der sein leiblicher Bruder war, im Tausch für die Grafschaft Sancerre ab. Der Bischof wiederum ernannte wenig später einen neuen Grafen als seinen Vasallen, der seinen Sitz in Clermont nahm, womit die Grafschaft Clermont-en-Beauvaisis begründet wurde.
Bereits vor 1216 wurden die Bischöfe von Beauvais aufgrund dieses Besitzes zu den alten Pairs von Frankreich gerechnet.

## Grafen von Beauvais
- Bernhard (von Vermandois), † nach 949
- Heribert II. von Vermandois, † 943
- Liutgard von Vermandois († nach 977), dessen Tochter, brachte Beauvais als Mitgift in ihre Ehe mit Theobald I. von Blois ein
- Odo I., † 995, Graf von Blois etc., Enkel des Grafen, deren Sohn
- Theobald II., † 1004, Graf von Blois etc., Sohn Odos
- Odo II., † 1037, Graf von Blois etc., Bruder Theobalds II.
- Theobald I., † 1089, Graf von Blois etc., verliert nach 1037 Beauvais